# Шедевр (фильм)
«Шедевр» (исп. Mi obra maestra) — кинофильм режиссёра Гастона Дюпра, вышедший на экраны в 2018 году. Лента была показана на Венецианском кинофестивале вне рамок конкурсной программы, получила приз зрительских симпатий на кинофестивале в Вальядолиде и номинировалась на премию «Золотой петух» за лучший международный фильм.

## Сюжет
Успешный арт-дилер Артуро Сильва многие годы дружит с художником-нонконформистом Ренцо Нерви, некогда бывшим весьма популярным, а ныне полузабытым и погрязшим в долгах. Артуро, организующий выставку Ренцо, не может продать ни одной его картины, во многом из-за нелюдимости творца и его нежелания заниматься саморекламой. Даже когда Ренцо представляется возможность выполнить заказ для крупной компании, он всё портит, устраивая очередной скандал. Артуро в сердцах отказывается иметь когда-либо дело с другом, однако вскоре подвыпившего Ренцо сбивает грузовик и тот оказывается в больнице с многочисленными переломами и амнезией…

## В ролях
- Гильермо Франселла — Артуро Сильва
- Луис Брандони — Ренцо Нерви
- Рауль Аревало — Алекс
- Андреа Фрихерио — Дуду
- Мария Сольди — Лаура